# Franz Ermantraut
Franz Ermantraut (ur. 1910, zm. 1973) – zbrodniarz nazistowski, członek załogi niemieckiego obozu koncentracyjnego Natzweiler-Struthof i SS-Unterscharführer.
Z zawodu ślusarz. Członek NSDAP od 1933 i SS od 1939. Sprawował funkcje Rapportführera i zastępcy komendanta Bisingen, podobozu KL Natzweiler-Struthof. Po zakończeniu wojny został osądzony przez francuski Trybunał Wojskowy w Rastatt i skazany 29 maja 1947 na karę śmierci przez rozstrzelanie. Udowodniono mu między innymi zabójstwo trzech więźniów narodowości węgierskiej w grudniu 1944. Karę zamieniono w akcie łaski na dożywocie. Z więzienia zwolniony został pod koniec 1962. Zmarł w 1973.